# Stargate (coloană sonoră)
Coloana sonoră a filmului Stargate (1994) a fost compusă de David Arnold și interpretată de orchestra Sinfonia of London sub bagheta dirijorului Nicholas Dodd. 

## Piese
| Nr. | Titlu                       | Muzică                             | Lungime |  |
| 1.  | „Stargate Overture”         | David Arnold și Sinfonia of London | 3:01    |  |
| 2.  | „Giza”                      | David Arnold și Sinfonia of London | 2:10    |  |
| 3.  | „Unstable”                  | David Arnold și Sinfonia of London | 2:07    |  |
| 4.  | „The Coverstone”            | David Arnold și Sinfonia of London | 0:58    |  |
| 5.  | „Orion”                     | David Arnold și Sinfonia of London | 1:29    |  |
| 6.  | „The Stargate Opens”        | David Arnold și Sinfonia of London | 3:58    |  |
| 7.  | „You're On the Team”        | David Arnold și Sinfonia of London | 1:55    |  |
| 8.  | „Entering the Stargate”     | David Arnold și Sinfonia of London | 2:57    |  |
| 9.  | „The Other Side”            | David Arnold și Sinfonia of London | 1:44    |  |
| 10. | „Mastadge Drag”             | David Arnold și Sinfonia of London | 0:56    |  |
| 11. | „The Mining Pit”            | David Arnold și Sinfonia of London | 1:34    |  |
| 12. | „King Of the Slaves”        | David Arnold și Sinfonia of London | 1:15    |  |
| 13. | „Caravan to Nagada”         | David Arnold și Sinfonia of London | 2:16    |  |
| 14. | „Daniel and Sha'uri”        | David Arnold și Sinfonia of London | 1:53    |  |
| 15. | „Symbol Discovery”          | David Arnold și Sinfonia of London | 1:15    |  |
| 16. | „Sarcophagus Opens”         | David Arnold și Sinfonia of London | 0:55    |  |
| 17. | „Daniel's Mastadge”         | David Arnold și Sinfonia of London | 0:49    |  |
| 18. | „Leaving Nagada”            | David Arnold și Sinfonia of London | 4:09    |  |
| 19. | „Ra - The Sun God”          | David Arnold și Sinfonia of London | 3:22    |  |
| 20. | „The Destruction of Nagada” | David Arnold și Sinfonia of London | 2:08    |  |
| 21. | „Myth, Faith, Belief”       | David Arnold și Sinfonia of London | 2:18    |  |
| 22. | „Procession”                | David Arnold și Sinfonia of London | 1:43    |  |
| 23. | „Slave Rebellion”           | David Arnold și Sinfonia of London | 1:00    |  |
| 24. | „The Seventh Symbol”        | David Arnold și Sinfonia of London | 0:57    |  |
| 25. | „Quartz Shipment”           | David Arnold și Sinfonia of London | 1:27    |  |
| 26. | „Battle At the Pyramid”     | David Arnold și Sinfonia of London | 5:02    |  |
| 27. | „We Don't Want to Die”      | David Arnold și Sinfonia of London | 1:57    |  |
| 28. | „The Surrender”             | David Arnold și Sinfonia of London | 1:44    |  |
| 29. | „Kasuf Returns”             | David Arnold și Sinfonia of London | 3:06    |  |
| 30. | „Going Home”                | David Arnold și Sinfonia of London | 3:09    |  |

Durată totală: 65 de minute.

## Ediție de lux
În 2006, a fost lansată o ediție de lux a coloanei sonore, cu șapte piese suplimentare, adăugând un total de 8 minute de muzică inedită. Piesele sunt:
1. Wild Abduction - Track 02
2. Bomb Assembly - Track 11
3. Eye of Ra - Track 16
4. Execution - Track 28
5. Against the Gods - Track 30
6. Transporter Horror - Track 34
7. Closing Titles (Intro) - Track 37